# Visegrad 4 Bicycle Race Grand Prix Poland 2017
4. edycja wyścigu kolarskiego Visegrad 4 Bicycle Race Grand Prix Poland odbyła się w dniu 17 września 2017 roku i liczyła 180 km. Start i meta wyścigu miały miejsce w Sobótce. Wyścig figurował w kalendarzu cyklu UCI Europe Tour, posiadając kategorię UCI 1.2.

## Klasyfikacja generalna
| M-ce | Imię i nazwisko       | Kraj     | Drużyna                | Czas       |
| ---- | --------------------- | -------- | ---------------------- | ---------- |
| 1.   | Kamil Zieliński       | Polska   | Domin Sport            | 4h 13' 14" |
| 2.   | Rok Korošec           | Słowenia | Amplatz–BMC            | + 0"       |
| 3.   | Sylwester Janiszewski | Polska   | Wibatech 7R Fuji       | + 0"       |
| 4.   | František Sisr        | Czechy   | CCC Sprandi Polkowice  | + 0"       |
| 5.   | Josef Černý           | Czechy   | Elkov–Author           | + 0"       |
| 6.   | Martin Boubal         | Czechy   | CK Příbram Fany Gastro | + 0"       |
| 7.   | Mateusz Komar         | Polska   | Voster Uniwheels Team  | + 0"       |
| 8.   | Paweł Bernas          | Polska   | Domin Sport            | + 0"       |
| 9.   | Dominik Neuman        | Czechy   | Topforex-Lapierre      | + 0"       |
| 10.  | Witalij Buc           | Ukraina  | Kolss Cycling Team     | + 0"       |